# Fujiwara no Tamako
Fujiwara no Tamako (o Fujiwara no Shōko, anche conosciuta come Taikenmon’in; 1101 – 1145) fu un'imperatrice giapponese, consorte dell'imperatore Toba e madre degli imperatori Sutoku e Go-Shirakawa, nonché figlia maggiore di Fujiwara no Kinzane..

## Biografia
Il padre di Tamako morì quando lei aveva 7 anni, e per questo fu allevata dall’ormai ritiratosi Imperatore Shirakawa  e da una delle sue concubine Gion no Nyōgo. Una volta cresciuta, fu quasi promessa all’erede del clan reggente Fujiwara, Fujiwara no Tadamichi, ma suo padre Fujiwara no Tadanaze provocò il malcontento di Shirakawa declinando l’offerta a causa dei pettegolezzi e delle voci di corridoio riguardo al comportamento di Tamako.
Agli inizi del 1118, con Shirakawa come padrino, Tamako entrò alla corte di suo cugino, l'Imperatore Toba.
Solo un mese dopo fu investita del titolo di Imperatrice Consorte (chūgū). A metà del 1119 diede alla luce il primo figlio di Toba, il principe Akihito. All'inizio del 1123, Shirakawa fece salire al trono il principe Akihito, di cinque anni, come imperatore Sutoku, e nel 1124 a Tamako fu conferito il titolo di Taikenmon-in. In questo periodo Tamako diede alla luce anche la principessa Kishi, il principe Michihito e il principe Kimihito, ma questi due principi nacquero portatori di handicap. Diede alla luce la principessa Muneko nel 1126 e il principe Masahito meno di un anno dopo, nel 1127. Nel 1129 ebbe il suo ultimo figlio, il principe Motohito.
Tamako diede a Toba un totale di sette figli e lo accompagnò anche in un viaggio ai santuari di Kumano, ma tutto questo avvenne durante la vita di Shirakawa. Quando l'imperatore in pensione da lungo tempo morì nel 1129, la sua vita prese una brutta piega. L'imperatore in pensione Toba ereditò il regno di Shirakawa, comandando i cortigiani e isolando il giovane imperatore Sutoku. Ripristinò il kampaku che Shirakawa aveva licenziato, Fujiwara no Tadazane, e sposò la figlia di Tadazane, Fujiwara no Yasuko, con il giovane imperatore, investendola come kōgō. Inoltre, trasferì i suoi affetti da Tamako a un'altra moglie, Fujiwara no Nariko. Nel 1139, Toba nominò principe ereditario suo figlio di tre mesi avuto con Nariko, il principe Narihito, e nel 1141 spinse Sutoku a dimettersi, lasciando che Narihito salisse al trono come imperatore Konoe.
Mentre tutto ciò accadeva e Nariko veniva investito del ruolo di kōgō, si verificarono una serie di incidenti in cui qualcuno sembrava cercare di maledire Nariko, e si sparse la voce che fosse Tamako a tirare le fila. Il Kojidan afferma inoltre che si diffuse un'ulteriore voce secondo cui Sutoku era in realtà il figlio di Shirakawa, sebbene questa voce non sia registrata altrove. Nel 1142, con il suo potere evaporato, Tamako si tagliò i capelli e divenne monaca a Hōkongō-in, che lei stessa aveva fatto costruire. Tre anni dopo, il 10 settembre 1145, Tamako morì nella tenuta di suo fratello maggiore Sanjō Saneyuki.
Secondo il diario di Fujiwara no Yorinaga per quel giorno, Toba corse a prendersi cura di lei e sul letto di morte pianse rumorosamente mentre suonava una campana di metallo usata nella recitazione dei sutra.
Nel 1155, dieci anni dopo la sua morte, l'imperatore Konoe morì all'età di 17 anni e il figlio di Tamako, il principe Masahito, fu inaspettatamente intronizzato come imperatore Go-Shirakawa. La corte si divise tra sostenitori di Go-Shirakawa e sostenitori di Sutoku, culminando nella ribellione di Hōgen.